# École de Syvälahti
L'école de Syvälahti (finnois : Syvälahden koulu) est une école du quartier Lauttaranta dans l'ile d'Hirvensalo à Turku en Finlande.

## Présentation
L'école de Syvälahti est une école primaire qui a ouvert ses portes à l'automne 2018. 
L'école est l'occupant principal du centre polyvalent de Syvälahti (fi), aux côtés de la bibliothèque de Syvälahti, de la maison des jeunes, du centre de conseil et du jardin d'enfants.
Environ 40 élèves de l'école d'Haarla à l'extrémité sud d'Hirvensalo, environ 125 élèves de la plus ancienne école d'Hirvensalo, l'école Wäinö Aaltonen, et environ 400 élèves de l'école de Luostarivuori située sur Samppalinnanmäki ont été transférés vers l'école de Syvälahti à son ouverture.
L'architecture de l'école n'a pas du tout utilisé de longs couloirs et il n'y a pas non plus de bureaux. 
Les classes sont divisées en "îlots", au milieu desquels se trouvent des espaces centraux appelés places. 
Une centaine d'enfants et quatre enseignants travaillent dans un même îlot dans des espaces modulables selon les besoins des différents groupes et situations d'enseignement. 
Les aménagements et les programmes encouragent la coopération entre les élèves.